# 욕망의 바다
《욕망의 바다》는 1997년 3월 5일부터 1997년 9월 11일까지 방송되었던 KBS 2TV 수목 드라마였다.

## 등장 인물
- 유동근 : 정경호 역
- 박지영 : 신은주 역
- 배종옥 : 장서연 역 - 정경호 부인
- 임호 : 정민우 역 - 정경호 동생
- 김병기 : 박 차장 역 - 안기부 차장
- 임병기 : 정성호 역 - 정경호 이복형, 삼청동 본처 소생
- 김자옥 : 정여진 역 - 정경호 이복누나, 삼청동 본처 소생
- 임정하 : 홍 서방 역 - 정여진 전 남편
- 김진아 : 정안진 역 - 정경호 첫째 여동생
- 박철호 : 윤성규 역 - 정안진 남편, 정경호 큰 매제이자 친구
- 태민영 : 박정민 역
- 남성진 : 남현우 역 - 정희진 남편, 정경호 큰 매제이자 친구
- 정민정 : 정희진 역 - 정경호 둘째 여동생
- 이낙훈 : 신학규 회장 역
- 강부자 : 조경자 여사 역 - 정경호 어머니, 방배동 할머니
- 김인태 : 정문수 역 - 정성호, 정경호, 정민우, 정여진, 정안진, 정희진 작은 아버지
- 서우림 : 윤 씨 역 - 정문수 부인, 정성호, 정경호, 정민우, 정여진, 정안진, 정희진 작은 어머니
- 김형자 : 서 마담 역
- 최지나 : 서명숙 역 - 서 마담 조카
- 최진호 : 김 실장 역
- 정요숙 : 신은영 역 - 신은주 여동생
- 장희진 : 최 씨 역 - 신은주, 신은영 어머니
- 조인표 : 신상우 역 - 신은주, 신은영 남동생
- 김종결 : 조상무 역
- 박영목 : 이 실장 역
- 한정국 : 무쇠 역
- 김기복 : 털보 역
- 김보미 : 문자 역 - 신학규 회장 비서
- 장기용 : 강준 역
- 박상만
- 이효진 : 정채정 역
- 이춘식 : 케이완 역
- 신귀식 : 박 회장 역 - 박정민 아버지, 대아그룹 회장(23회 출연)
- 이종만 : 최 박사 역
- 이일웅 : 장 교수 역 - 장서연 아버지
- 안대용 : 양 변호사 역
- 오성열 : 의사 역
- 권오성 : 점쟁이 역
- 안신우 : 기자 역
- 송금식
- 최상길
- 유민주
- 조정국
- 김성수
- 허동훈

## 참고 사항
- 신은주 역은 당초 신은경이 캐스팅으로 낙점 되었으나 1996년 무면허 음주운전 사건으로 구속되어 박지영이 대신 캐스팅 되었다.[1]
- 극 중 신은영 역 정요숙은 집필자 정하연 딸이다.
- 호화, 사치, 선정적인 내용 등으로[2] 지적을 받기도 하였다.

## 수상 내역
- 1997년 KBS 연기대상 남자 최우수연기대상 유동근